# Soefisme

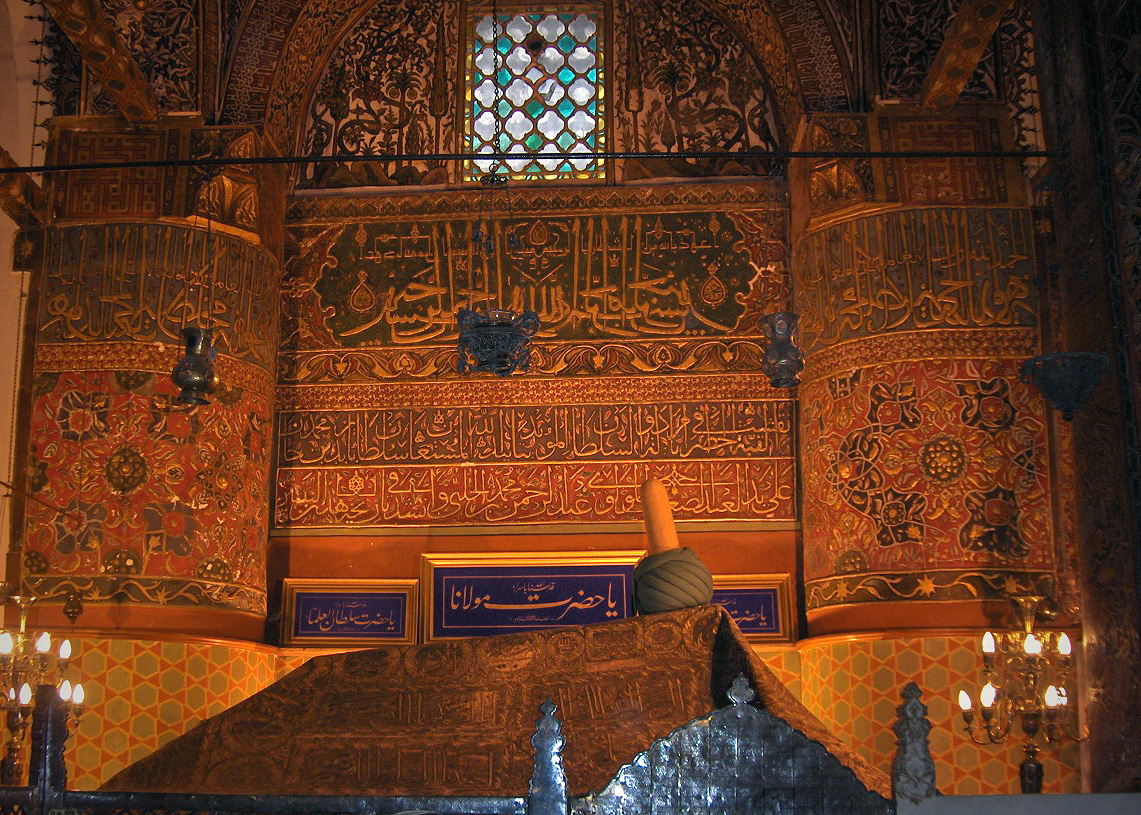
Graf van Jalal ad-Din Rumi in het Mevlâna-mausoleum in de Turkse stad Konya.

Het soefisme of tasawwuf (Arabisch: تصوّف - taṣawwoef, Perzisch: صوفی‌گری, soefigari, Russisch: Суфизм, Soefizm, Turks: tasavvuf, Hindoestani: تصوف) is een mystieke leer binnen de islam. Deze leer ontwikkelde zich uit de islam zelf op grond van Koranteksten en is onderdeel van de islamitische wetenschappen. Het doel is om via Dhikr en een meditatieve levenswijze het leven van de profeet Mohammed na te leven en continu bewust zijn dat Allah er is. Door dit kan de mens afstand doen van aardse geneugten en van zijn Nafs. Dit heet Tasawwuf. Het heeft een literaire en poëtische traditie. Het soefisme is diepgeworteld in het mainstream soennisme en historisch gezien was het merendeel van de islamitische geleerden verbonden aan soefi-ordes. Bovendien wordt tazkiya (spirituele zuivering) traditioneel beschouwd als een essentieel onderdeel van de islamitische wetenschappelijke vorming.
Het soefisme ontstond reeds in een vroeg stadium van de islamitische geschiedenis, deels als een reactie op de expansie van het vroege Omajjadische Kalifaat (661–750), en voornamelijk onder de geestelijke leiding van Hasan al-Basri. Hoewel soefi’s zich verzetten tegen een dorre, juridische benadering van de religie, hielden zij zich strikt aan de islamitische wet en waren zij verbonden aan verschillende scholen van islamitische jurisprudentie en theologie 
Daarnaast speelden soefi’s een essentiële rol in de verspreiding van de islam via hun missionaire en educatieve activiteiten, en stonden zij centraal in de strijd tegen het kolonialisme in diverse delen van de islamitische wereld. 
Ondanks een relatieve neergang van de soefi-ordes in de moderne tijd en aanvallen van andere stromingen (zoals het salafisme en het wahabisme), blijft het soefisme een belangrijke rol spelen binnen de islamitische wereld.   Daarnaast heeft het invloed uitgeoefend op diverse vormen van spiritualiteit in het Westen en aanzienlijke academische belangstelling gegenereerd.  

## Karakteristieken
De volgende lijst geeft een indruk van enkele van de belangrijkste karakteristieken van het soefisme.
- Ascese: zelfverloochening en zuivering
- Armoede: fysieke armoede heeft betrekking op ascetisme, spirituele armoede betekent dat men niets voor zichzelf wenst, zelfs niet het paradijs
- Tawakkul: absoluut vertrouwen in God en rida (tevredenheid of acceptatie) over al het goede en kwade dat er gebeurt, omdat alles afkomstig is van God
- Baqa: het blijven in God; dit is wat er overblijft na het verdwijnen van het ik en van de wereld
- Tawhid: eenheid van God; soefi's interpreteren de tawhid zodanig dat uitsluitend God bestaat, alles in de wereld is dan een reflectie van God
- Dhikr: herinnering; de rituele herhaling van een gewijde uitdrukking

## Naam
Het woord is hoogstwaarschijnlijk afkomstig van de term Ahl al-Ṣuffa ("de mensen van de suffah of de bank"), die een groep arme metgezellen van Mohammed waren die regelmatig bijeenkomsten van dhikr hielden. Een prominente metgezel onder hen was Abu Hurayra. Deze mannen en vrouwen die bij al-Masjid an-Nabawi zaten worden door sommigen beschouwd als de eerste soefi's.
Een andere betekenis van ṣūfī lijkt te zijn geweest: "iemand die wol draagt (ṣūf)", en de Encyclopedie van de Islam noemt andere etymologische hypotheses "onhoudbaar". Wollen kleding werd traditioneel gezien geassocieerd met het soefisme. Al-Qushayri en Ibn Khaldun verwierpen beide alle andere mogelijkheden dan ṣūf op taalkundige gronden, niet de vaktechnische.
Een andere verklaring herleidt de lexicale wortel van het woord tot ṣafā (صفاء), wat in het Arabisch "zuiverheid" betekent, en in deze context is een soortgelijk idee van tasawwuf zoals dat in de Islam wordt beschouwd als tazkiyah (تزكية, wat betekent: zielzuivering, zelfzuivering), wat in grote lijnen het soefisme inhoudt.

## Geschiedenis

### Oorsprong
De huidige consensus is dat het soefisme is ontstaan in de Hejaz in de tijd van de Salaf en dat het als een praktijk van moslims heeft bestaan vanaf de vroegste dagen van de islam, zelfs vóór sommige sektarische scheidslijnen.
Soefi-ordes zijn gebaseerd op de bayah (Arabisch: بَيْعَة, lit. 'belofte') die aan Mohammed werd gegeven door zijn Sahabah. Door trouw te zweren aan Mohammed hadden de Sahabah zich verbonden aan de dienst van God.
"Waarlijk, degenen die een gelofte (Bay'âh) bij jou (O Mohammed) afleggen, leggen een gelofte (Bay'âh) bij Allah af. De Hand van Allah is boven hun handen. Iedereen die dan vervolgens de gelofte breekt, doet alleen zichzelf kwaad en iedereen die vervult wat hij met Allah overeen gekomen is: Hij zal hem een grote beloning geven."— Koran, 48:10
Soefi's geloven dat door het geven van bayʿah (het beloven van trouw) aan een legitieme Shaykh, men trouw belooft aan Mohammed.
Historicus Jonathan A.C. Brown merkt op dat tijdens het leven van Mohammed, sommige metgezellen meer dan anderen geneigd waren tot "intensieve toewijding, vrome abstinentie en het nadenken over de goddelijke mysteries" dan de Islam vereiste, zoals Abu Dharr al-Ghifari. Hasan al-Basri, een tabi', wordt beschouwd als een "stichtende figuur" in de "wetenschap van het zuiveren van het hart".
Het soefisme ontstond al vroeg in de islamitische geschiedenis, deels als reactie tegen de wereldsheid van het vroege Umayyad Kalifaat (661-750) en voornamelijk onder de voogdij van Hasan al-Basri.
Het soefisme in zijn puurste vorm is in feite niets anders dan de verinnerlijking van de islam. Het is direct vanuit de Koran, voortdurend reciteren, mediteren en ervaren. Het is de strikte navolging van de weg van Mohammed, waardoor de verbinding van het hart met het Goddelijke wordt versterkt.
Latere ontwikkelingen van het soefisme kwamen van mensen als Dawud Tai en Bayazid Bastami. In het begin stond het soefisme bekend om zijn strikte naleving van de sunnah, er werd bijvoorbeeld gezegd dat Bastami weigerde een watermeloen te eten omdat hij geen bewijs vond dat Mohammed die ooit at. Volgens de laatmiddeleeuwse mysticus, de Perzische dichter Jami, was Abd-Allah ibn Muhammad ibn al-Hanafiyyah (gestorven rond 716) de eerste persoon die een "Soefi" werd genoemd. De term had ook een sterke band met Kufa, met drie van de vroegste geleerden die met de term werden aangeduid: Abu Hashim al-Kufi, Jabir ibn Hayyan en Abdak al-Sufi. Latere personen waren onder andere Hatim al-Attar, uit Basra, en Al-Junayd al-Baghdadi. Anderen, zoals Al-Harith al-Muhasibi en Sari al-Saqati, stonden tijdens hun leven niet bekend als soefi's, maar werden later wel als soefi geïdentificeerd vanwege hun focus op tazkiah (zielszuivering).
Belangrijke schriftelijke bijdragen worden toegeschreven aan Uwais al-Qarani, Hasan van Basra, Harith al-Muhasibi, Abu Nasr as-Sarraj en Said ibn al-Musayyib. Ruwaym, van de tweede generatie soefi's in Bagdad, was ook een invloedrijke vroege figuur, evenals Junayd van Bagdad.

## Soefi Ordes
Historisch gezien waren soefi’s vaak verbonden aan zogenoemde “ordes”, bekend als ṭarīqa (meervoud: ṭuruq) – religieuze gemeenschappen die gevormd werden rond een grootmeester (walī), die zijn leer overleverde via een keten van opeenvolgende leraren die terugvoert tot de profeet Mohammed. 
Deze soefi-ordes komen bijeen voor spirituele sessies (majālis) op daarvoor bestemde plaatsen, bekend als zāwiya, khānqāh of tekke.  Zij streven naar iḥsān (de vervolmaking van aanbidding), zoals omschreven in een hadith: “Iḥsān is Allah aanbidden alsof je Hem ziet; en als je Hem niet ziet, weet dan dat Hij jou ziet.”  Soefi’s beschouwen de profeet Mohammed als al-Insān al-Kāmil, de volmaakte mens die de eigenschappen van de Absolute Werkelijkheid belichaamt, en zij zien hem als hun ultieme spirituele gids. 
De meeste soefi-ordes herleiden hun oorspronkelijke leerstellingen tot de profeet Mohammed via Ali ibn Abi Talib , met als opmerkelijke uitzondering de Naqshbandī-orde, die deze lijn terugvoert via Abū Bakr . Het was echter niet strikt noodzakelijk om formeel tot een specifieke ṭarīqa te behoren . In de middeleeuwen was het soefisme vrijwel synoniem met de islam in het algemeen, en dus niet beperkt tot bepaalde ordes. 
Het soefisme kende reeds een lange geschiedenis vóór de latere institutionalisering van soefi-leren in de vorm van devotionele ordes (ṭarīqa, meervoud: ṭarīqāt) in de vroege middeleeuwen. De term ṭarīqa verwijst naar een school of orde binnen het soefisme, en meer specifiek naar de mystieke leer en spirituele praktijken van een dergelijke orde, met als doel het zoeken naar de ḥaqīqa (de ultieme waarheid). Een ṭarīqa heeft een murshid (spiritueel gids), die optreedt als leider of geestelijk begeleider. De leden of volgelingen van een ṭarīqa worden murīdīn genoemd (enkelvoud: murīd), wat “verlangend” betekent, namelijk verlangend naar de kennis van en liefde voor God. 

## Het soefisme als islamitische discipline
Het soefisme komt zowel voor binnen het soennisme als het sjiisme en is geen afzonderlijke sekte, zoals soms ten onrechte wordt aangenomen, maar eerder een benaderingswijze of interpretatiekader van de religie. Het streeft ernaar de reguliere religieuze praktijk te verheffen tot een supererogatoire (bovenwettelijke) dimensie, door enerzijds het vervullen van de verplichte religieuze plichten  en anderzijds het vinden van “een weg en een middel om door de ‘nauwe poort’ in de diepte van de ziel wortel te schieten en uit te monden in het domein van de zuivere, niet-begrensde Geest, die zelf opent naar de Goddelijke Werkelijkheid.” 
Academische studies bevestigen dat de voorstelling van het soefisme als een afzonderlijke traditie buiten of los van de ‘zuivere islam’ vaak een constructie is van zowel het westerse oriëntalisme als van moderne islamitische fundamentalisten. 
Als mystieke en ascetische dimensie van de islam wordt het soefisme beschouwd als dat deel van de islamitische leer dat zich richt op de zuivering van het innerlijke zelf. Door zich te concentreren op de meer spirituele aspecten van de religie, streven soefi’s naar een directe ervaring van God, waarbij zij gebruikmaken van intuïtieve en emotionele vermogens, die men moet leren beheersen en cultiveren. Taṣawwuf (soefisme) wordt gezien als een wetenschap van de ziel en is altijd een integraal onderdeel geweest van de orthodoxe islam. In zijn werk al-Risāla al-Ṣafadiyya beschrijft Ibn Taymiyya de soefi’s als degenen die behoren tot het pad van de Sunna en dit in hun leer en geschriften vertegenwoordigen.
Ibn Taymiyya’s affiniteit met het soefisme en zijn eerbied voor figuren zoals ʿAbd al-Qādir al-Jīlānī blijkt ook uit zijn honderd pagina’s tellende commentaar op Fatūḥ al-ghayb, waarin hij slechts vijf van de achtenzeventig preken behandelt, maar desondanks aantoont dat hij taṣawwuf als essentieel beschouwde voor het religieuze leven van de islamitische gemeenschap.
Al-Ghazālī verhaalt in al-Munqidh min al-ḍalāl:
 “De wisselvalligheden van het leven, familiale verplichtingen en financiële beperkingen overspoelden mijn bestaan en beroofden mij van de aangename eenzaamheid. De zware beproevingen waarmee ik werd geconfronteerd, lieten mij slechts weinig momenten voor mijn spirituele bezigheden. Deze situatie duurde tien jaar, maar telkens wanneer ik enkele vrije en geschikte momenten had, keerde ik terug naar mijn innerlijke neiging. Tijdens deze woelige jaren werden talloze verbazingwekkende en onbeschrijflijke geheimen van het leven voor mij onthuld. Ik raakte overtuigd dat de groep van de Awliyā’ (heilige mystici) de enige ware groepering is die het rechte pad volgt, het edelste gedrag vertoont en alle wijzen overtreft in hun inzicht en wijsheid. Hun zichtbaar en verborgen handelen ontlenen zij aan het verlichtende voorbeeld van de heilige Profeet — de enige leiding die het waard is om gezocht en gevolgd te worden.”  

## Universeel soefisme

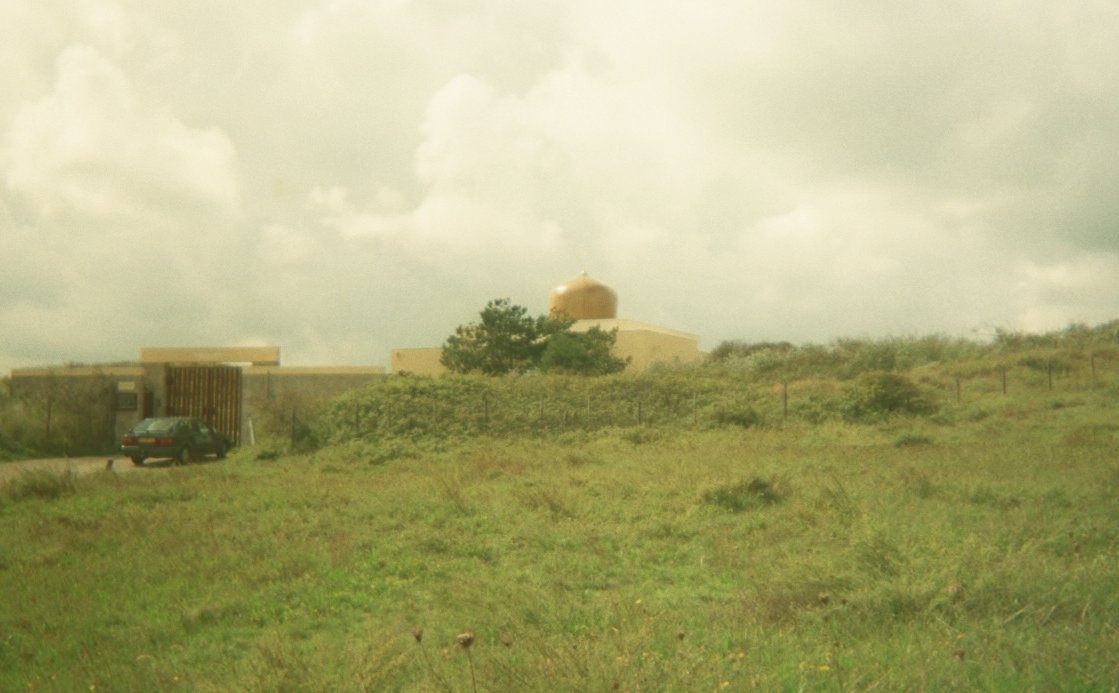
Universel Murad Hassil, de soefi-tempel te Katwijk aan Zee

Een bijzondere beweging binnen het soefisme is het universeel soefisme zoals dit door Hazrat Inayat Khan naar Europa en Amerika gebracht werd. Zijn boodschap van harmonie, liefde en schoonheid beperkt zich niet tot één religie, maar omarmt alle wereldreligies. Tijdens erediensten, zoals deze bijvoorbeeld in de soefitempel in Katwijk aan Zee worden gehouden, worden zeven kaarsen ontstoken, een voor het hindoeïsme, een voor het boeddhisme, een voor het zoroastrisme, een voor het jodendom, een voor het christendom, een voor de islam en een voor allen die het licht van de waarheid in de duisternis van menselijke onwetendheid hebben hoog gehouden. Deze vorm van soefisme beoogt geen nieuwe religie te zijn of nieuwe dogma's te vormen, maar beoogt eenheid tussen alle mensen evenals respect voor eenieders religie en cultuur.
Binnen het soefisme bestaan tientallen scholen, tariqa's genaamd. Sommige zijn internationaal, andere lokaal actief. Inmiddels is in elke grote stad in Nederland en België wel een vertegenwoordiger van een soefibroederschap te vinden.

## Soefi's en politiek
Het soefisme begon als een zuiver individuele mystieke ervaring en groeide vervolgens uit tot een maatschappelijke beweging met grote aanhang onder het volk. Onder de Seltsjoekse en Ottomaanse sultans waren er zelfs derwisj-opstanden, die soms een serieuze bedreiging vormden voor de gevestigde orde. Om deze gevaren af te wenden, verkregen enkele derwisj-orden goedkeuring en een voorkeursbehandeling. Dat geldt bijvoorbeeld voor de orde der Mewlewi's, bekend als de dansende derwisjen, die in de loop van de 16e eeuw in de Ottomaanse staat in de gratie kwam en waarvan het hoofd vanaf 1648 optrad bij de troonsbestijgingsplechtigheden van de nieuwe sultan en met name bij het omgorden met het zwaard van Osman, de bezegeling van de troonsbestijging. De Mewlewi-orde werd in de 13e eeuw opgericht door een van de grootste soefi-dichters, Jalaluddin Rumi (1207-1273), in Konya. De Mewlewi's waren van alle orden de meest conformistische en haar volgelingen waren merendeels stedelingen uit burgerlijke of hogere kringen.
Terwijl de oelama (islamitische geleerden) betrokken raakten bij het regeringsapparaat, bleven de soefi's deel uitmaken van het volk en behielden zodoende de invloed en het respect dat de oelama vaak kwijtraakten. Ondanks zijn populaire en mystieke karakter oefende het soefisme langzaamaan ook invloed uit op de islamitische intellectuelen.
Sommige soefidoctrines en praktijken bleven verdacht, met name de onverschilligheid van enkele soefileraren ten aanzien van de handhaving van de geloofsovertuiging en de wet en soms zelfs ten aanzien van de barrières tussen 'de ware islam' en andere geloven.